# کیته ون ناگی
کِـیته وُن ناگی (مجاری: Käthe von Nagy) مدل، هنرمند رقص، خواننده و بازیگر اهل مجارستان بود.
کِـیته وُن ناگی، دختر یک مدیر بانک ثروتمند و عضوی از یک خانواده اشرافی صربستانی، زمان بسیار کمی را در مدرسه دینی گذراند.
وقتی او در سن ۱۶ سالگی می‌خواست ازدواج کند، والدینش موافق نبودند و او را در صومعه سانکتا کریستینا در فروسدورف نزدیک وین جای دادند تا از ازدواج زودهنگام جلوگیری کنند. پس از ۱۸ ماه اقامت در صومعه، او به دبیرستان در وین و سپس سرانجام به مدرسه شبانه‌روزی رفت. در این دوره، او در کلاس‌های سوارکاری و شمشیربازی شرکت کرد.
در طول جنگ جهانی دوم، ناگی عملاً از صنعت بازیگری بازنشسته شد و تنها در یک فیلم بازی کرد. بنا به گزارش‌ها، به دلیل کارت‌پستال‌های معروف و بسیار محبوبش، در سال ۱۹۴۰، هاینریش هیملر فرمانده رایشس‌فورر-اس‌اس، با او تماس گرفت و از او خواست تا از صورت و بدن او قالبگیری کرده و در ساخت عروسک‌های جنسی که به عنوان راهی برای مبارزه با سیفلیس در جبهه به سربازان آلمانی داده می‌شد، استفاده کنند اما او امتناع کرد. این داستان به دلیل کمبود منابع قابل اعتماد، امروزه یک شایعه تلقی شده است.
از فیلم‌هایی که وی در آن‌ها نقش داشته است، می‌توان به درود بر مریم (در نقش مادام پمپادور) و عشق، مرگ و شیطان اشاره نمود.